# 陈昭敏
陈昭敏（1970年12月—）男，回族，安徽谯城人，无党派，毕业于华中农业大学经济管理专业，大学本科学历。中华人民共和国政治人物。

## 生平
陈昭敏曾任亳州市扶贫开发局局长，一级调研员。因在脱贫攻坚战中作出突出贡献，2021年2月25日全国脱贫攻坚总结表彰大会上，陈昭敏被授予“全国脱贫攻坚先进个人”。
2022年，当选为亳州市政协副主席。